# Clifford Walker
Clifford Mitchell Walker, född 4 juli 1877 i Monroe i Georgia, död 9 november 1954 i Monroe i Georgia, var en amerikansk politiker (demokrat). Han var Georgias guvernör 1923–1927.
Walker avlade 1897 juristexamen vid University of Georgia och inledde sedan sin karriär som advokat i Atlanta. Hans första politiska ämbete var två år som borgmästare i Monroe under 1900-talets första decennium.
Walker efterträdde 1923 Thomas W. Hardwick som Georgias guvernör och efterträddes 1927 av Lamartine Griffin Hardman. Till andra mandatperioden omvaldes han 1924 trots att han hade medgett sitt medlemskap i Ku Klux Klan. Walker avled 1954 och gravsattes på Old Baptist Cemetery i Monroe i Georgia.